# Ультрадисперсная система
Ультрадисперсная система — это система, содержащая частицы с размерами в субмикронном диапазоне, в частности, нанодиапазоне. В современной порошковой металлургии ультрадисперсной также считается микроструктура сплавов с размером зерна от 200 до 500 нм.

## Описание
Ультрадисперсные системы характеризуются значительной долей атомов на поверхности (проценты и даже десятки процентов), которая растет при увеличении степени дисперсности. Вследствие размерного эффекта материалам в ультрадисперсном состоянии могут быть присущи уникальные сочетания химических, электрических, магнитных, тепловых, механических, сорбционных, радиопоглощающих и других свойств, не встречающихся у макроскопических объектов.
Разработано достаточно большое число методов получения ультрадисперсных систем, позволяющих весьма тонко регулировать размеры частиц, их форму и строение. Эти методы могут быть разделены на две группы: диспергационные (механическое, термическое, электрическое измельчение или распыление макроскопической фазы) и конденсационные (химическая или физическая конденсация). Примерами ультрадисперсных систем являются нанопорошки, многие коллоидные системы, микроэмульсии и т. п.
Размерные границы ультрадисперсности строго не определены, и в разных областях знания в это понятие вкладывается несколько различное количественное содержание. Два наиболее распространенных подхода приведены в определении. Согласно второму из них, к субмикронным материалам относятся сплавы и порошки с размером зерна (кристаллитов) от 500 нм до 1,2 мкм, к наноструктурированным — с размером зерна менее 200 нм, а ультрадисперсные материалы занимают промежуточное положение между ними.